# 温州公交1路
温州公交1路是往返于万源始发站与双桥鞋业站的干线公交，由温州交运集团城东公交运营。

## 线路简介
- 起终点站首班均为5:50，但双桥鞋业方向的末班车为15:30，万源始发站方向的末班车为16:30。
- 支持公交IC卡和温州市民卡，享受9折优惠。
- 乘车后一小时内换乘五折优惠，两小时内八折优惠。
- 配车18辆，均为空调车。

## 途径站点
- 往双桥鞋业方向：万源始发站-万源路口-府东-物华天宝-山下-府东家园-上陡门-航标路口-洪殿-黎明立交桥(西北)-灰桥-黎明西路(第五中学)-中山公园-谢池巷-五马街-墨池坊-百里坊-八字桥-皮坊巷-大桥头-中央巷-西城路-半腰桥-鹿城后巷-兴海路-新桥头-下桥-上桥-双乐住宅区-双桥小学-双桥鞋业

- 往万源始发站方向：双桥鞋业-双桥小学-双乐农贸市场-双乐住宅区-上桥-下桥-新桥头-兴海路-鹿城后巷-半腰桥-西城路-中央巷-大桥头-皮坊巷-信河街-沧河巷-广场路-府前街-小高桥-小南门-大南门-中山公园-黎明西路(国贸中心)-灰桥-黎明立交桥(东南)-洪殿-航标路口-上陡门-府东家园-山下-物华天宝-府东-温州大剧院-万源始发站